# Corona (Bier)
Corona Extra (spanisch für Krone, auch Coronita Cerveza) ist eine mexikanische Biermarke, die von der Grupo Modelo (mehrheitlich im Besitz der Anheuser-Busch InBev) gebraut wird. In Mexiko ist Corona das meistverkaufte Bier. Auch international erlangt es zunehmend an Bedeutung und zählt heute in 180 Ländern zu den führenden importierten Premium-Biersorten. Neben Wasser, Hopfen, Hefe und Gerstenmalz enthält Corona-Bier Mais, Reis, Papain und Ascorbinsäure.

## Entstehung
Corona Extra wurde das erste Mal 1925 in der damaligen Brauerei Cervecería Modelo in Mexiko-Stadt gebraut. Es entstand nach Eigenangaben durch den Grundgedanken, ein Bier zu schaffen, das der spanischen Krone gerecht wird. Corona ist bekannt für sein aufgemaltes Etikett, das in den 1940er Jahren entstanden ist. Die Symbole der Krone und der Greif sind dessen unverkennbare Merkmale. Der Greif steht für Apollos mythischen Beschützer der Sonne und des Goldes. Die Krone repräsentiert das spanische Königshaus.

## Vertrieb

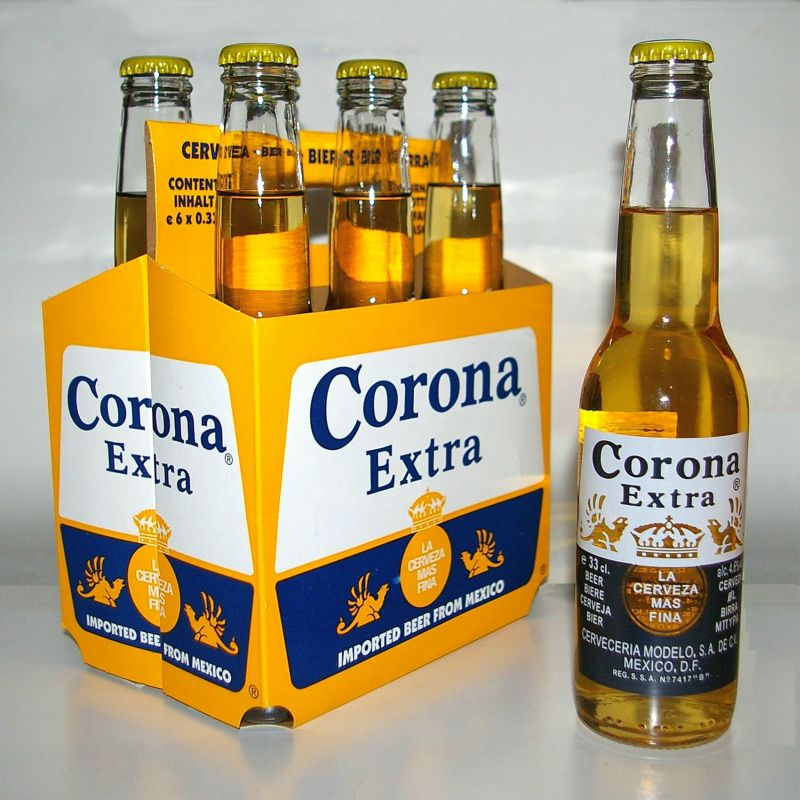
Sechserträger Corona

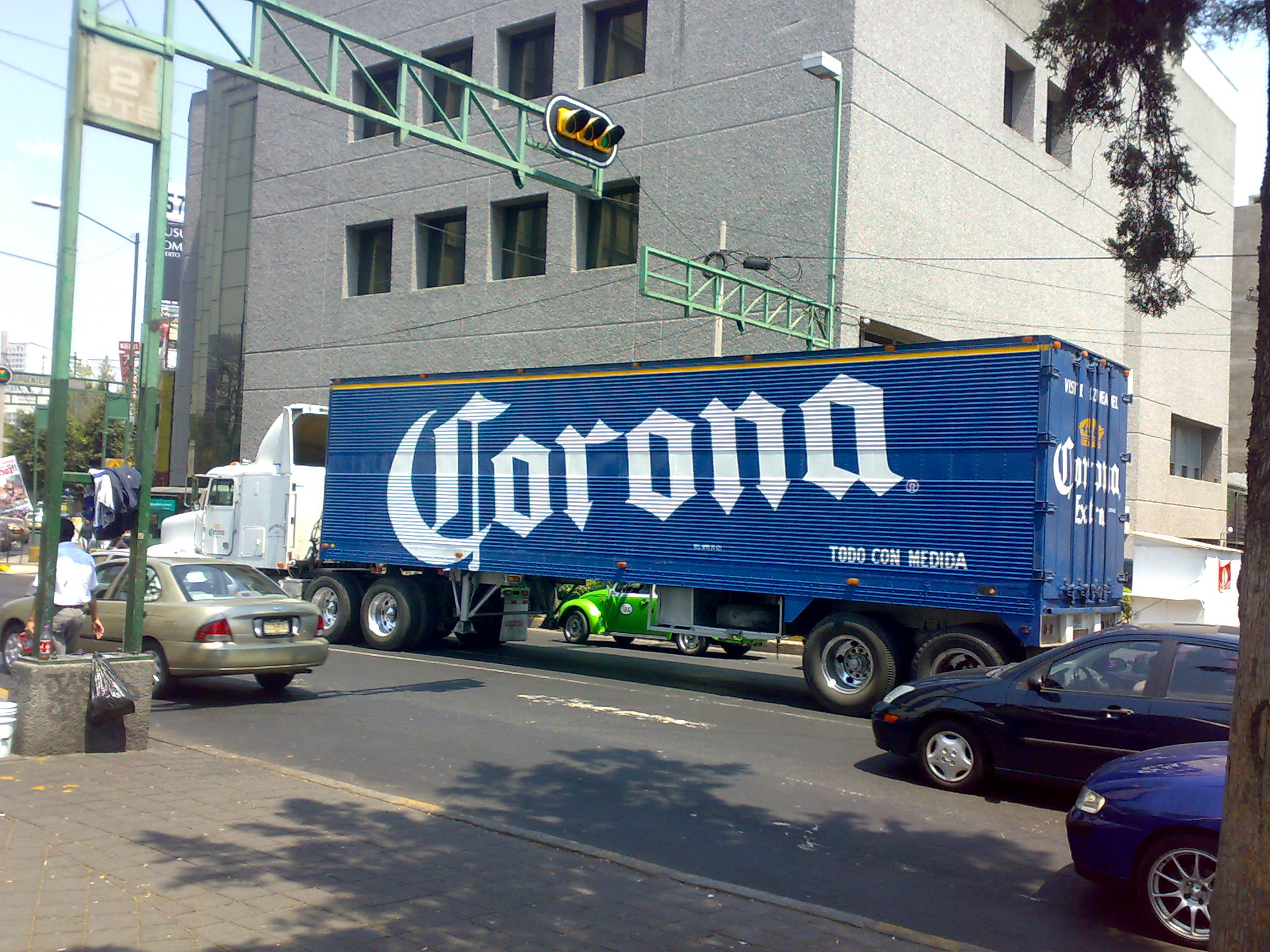
Corona-Truck in Mexiko

In den Vereinigten Staaten ist es das meistimportierte Bier. Es ist in einer Vielzahl von Flaschengrößen erhältlich, jedoch auch als Fassbier und regional auch als Dosenbier. Besonders kleine Flaschen werden als Coronita (spanisch für kleine Krone) angeboten; in Spanien werden alle Produkte unter diesem Namen verkauft.
In Deutschland wird Corona seit 2016 von Anheuser-Busch InBev vertrieben. Der Absatz lag 2015 bei rund 45.000 Hektolitern.
Nachdem die mexikanische Regierung wegen der COVID-19-Pandemie angeordnet hatte, alle nicht notwendigen Industrien bis zum 30. April 2020 einzustellen, wurde die Produktion in Mexiko vorerst gestoppt. Seit April 2020 wird das Bier nach gleicher Rezeptur in Belgien gebraut und seit Mai 2024 auch in der Hasseröder Brauerei in Wernigerode für den deutschen Markt und angrenzende Exportmärkte.

## Kritik
Laut einem Bericht der Deutschen Umwelthilfe von 2012 wurden Corona-Flaschen in Deutschland zwar als Mehrweg-Pfandflaschen verkauft, aber nicht wiederbefüllt, was einen Verstoß gegen die Verpackungsverordnung darstellte. Die seinerzeit für den Vertrieb in Deutschland verantwortliche Radeberger Gruppe unterzeichnete daraufhin eine Unterlassungserklärung. Im Anschluss wurden die Flaschen zur Wiederbefüllung zurück nach Mexiko transportiert. Allein der Transport der leeren Corona-Flaschen aus Deutschland an die Häfen zur Verschiffung führte dabei zu höheren CO2-Emissionen als die Herstellung neuer Flaschen.